# Bo Hansen (Schauspieler)

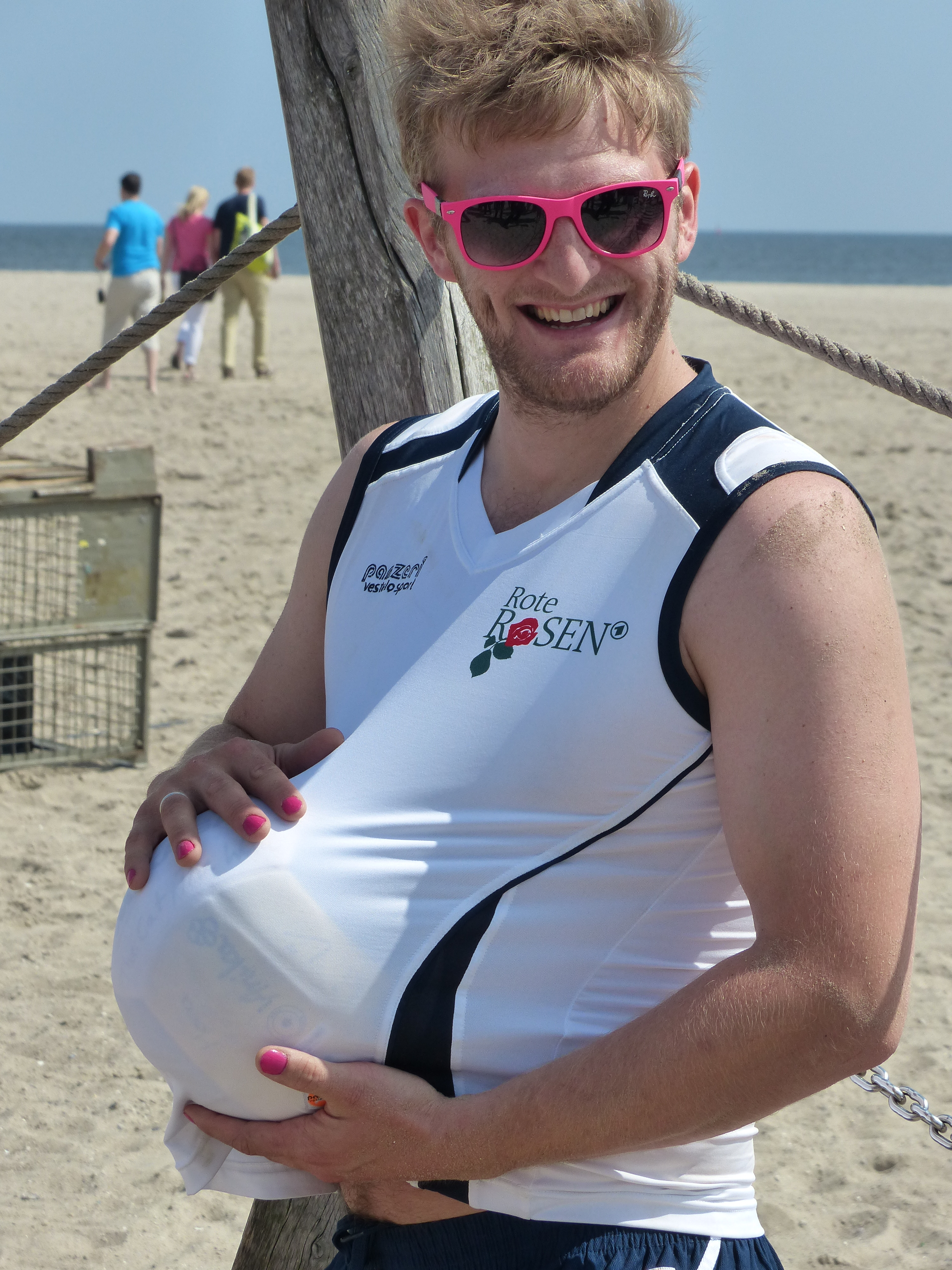
Bo Hansen beim Beachvolleyball-Starcup 2013

Bo Hansen (* 3. November 1983 in Henstedt-Ulzburg) ist ein deutscher Schauspieler und Gastronom. 

## Leben
Als Bo Hansen ein Jahr alt war, zog seine Familie von Hamburg nach Hohenfelde um und später nach Elmshorn. Nach dem Abitur, das eigens für den Dreh der Teenie-Komödie Küssen verboten – Baggern erlaubt vorverlegt wurde, studierte Hansen zunächst Wirtschaftsmathematik, ehe er 2005 zum Studiengang Betriebswirtschaftslehre wechselte, den er 2011 mit Diplom abschloss.
Parallel dazu gründete Bo Hansen gemeinsam mit Sören Meier die Agentur So & Bören, die in der Hauptsache lokale Partys in seinem Heimatort Elmshorn organisiert. Gemeinsam führten Hansen und Meier von 2007 bis 2011 die Diskothek Lights in Elmshorn.
Zu den Hobbys von Bo Hansen gehören Boxen, Squash, Golf und Fußball. Mit seinem Fußballverein SV Lieth spielt er in der Bezirksliga West.
Seit 2015 bewirtschaftet Bo Hansen gemeinsam mit seinem Bruder Mats das Vereinsheim der SV Lieth in Elmshorn, das Clubbi. Seit 2024 betreiben beide zusammen zusätzlich das Restaurant Hansen in Sankt Peter-Ording.
Er war von 2009 bis 2016 mit Josephine Schmidt liiert, die er bei den Dreharbeiten zu Anna und die Liebe kennenlernte.

## Schauspielerei
Bo Hansen bewarb sich im Alter von 14 Jahren bei einer Agentur für junge Schauspieler und stand nur zwei Wochen später bereits für den ersten Dreh vor der Kamera. Er spielte seit Ende der 1990er Jahre zahlreiche Rollen in Fernsehserien und war auch in einigen Fernsehfilmen zu sehen. Hansen übernahm hierbei mehrere durchgehende Serienrollen, wiederkehrende Episodenrollen und auch Gastrollen. Er war zunächst in kleineren Rollen in den Serien Die Pfefferkörner, Die Strandclique und Die Rettungsflieger zu sehen. Später folgten Episodenhauptrollen in den Serien Küstenwache, Da kommt Kalle und Notruf Hafenkante. 
2006 spielte er gemeinsam mit Bruno Bruni Jr. in der TV-Teeniekomödie Schüleraustausch – Die Französinnen kommen.
Größere Bekanntheit erlangte Bo Hansen in der Rolle des Rettungswagenfahrers Gordon Tolkien in der RTL-Arztserie Doctor’s Diary, den er ab 2008 verkörperte. Von April 2010 bis November 2010 spielte er in der SAT1-Telenovela Anna und die Liebe die Rolle des Julian Freund, den Sohn der Figur Theodor Freund, eines Geschäftspartners der Figur Richard Darcy.
Von Dezember 2012 bis 2014 spielte Hansen den Pastor Sönke Mertens in der ARD-Telenovela Rote Rosen.
Hansen wirkte auch in Kurzfilmen und in Diplomfilmen der Hochschule für Fernsehen und Film München und der Filmakademie Baden-Württemberg mit. 
In der Spielzeit 2003/04 spielte er Theater. Am Altonaer Theater trat er unter der Regie von Oscar Ortega Sánchez in einer Bühnenfassung von Erich Kästners Jugendbuch Das fliegende Klassenzimmer auf.

## Filmografie (Auswahl)
- 2000: Die Pfefferkörner (Fernsehserie; Folge: Bladerflucht)
- 2003: Stubbe – Von Fall zu Fall: Tödlicher Schulweg (Fernsehreihe)
- 2003: Küssen verboten, Baggern erlaubt (Fernsehfilm)
- 2003: Pfarrer Braun: Der siebte Tempel (Fernsehreihe)
- 2003: Pfarrer Braun: Das Skelett in den Dünen (Fernsehreihe)
- 2005: Das Lächeln der Tiefseefische
- 2006: Schüleraustausch – Die Französinnen kommen (Fernsehfilm)
- 2006: Küstenwache (Fernsehserie; Folge: Auf der falschen Seite)
- 2007: Da kommt Kalle (Fernsehserie; Folge: Fair Play)
- 2007: Stubbe – Von Fall zu Fall: Bittere Wahrheiten (Fernsehreihe)
- 2008: Der Landarzt (Fernsehserie; Folge: Liebesangst)
- 2008: Die Pfefferkörner (Fernsehserie; Folge: Abgezockt)
- 2009: Notruf Hafenkante (Fernsehserie; Folge: Das Herz eines Boxers)
- 2008–2011: Doctor’s Diary (Fernsehserie)
- 2010: Anna und die Liebe (Fernsehserie)
- 2010: Unkraut im Paradies
- 2011: SOKO Wismar (Fernsehserie; Folge: Opa zahlt alles)
- 2011: Heiter bis tödlich: Nordisch herb (Fernsehserie; Folge: Tidenhub)
- 2012: Alarm für Cobra 11 (Fernsehserie; Folge: Überschall)
- 2012: Großstadtrevier (Fernsehserie; Folge: Wunderbare Zukunft)
- 2012–2014: Rote Rosen (Fernsehserie)
- 2012: Morden im Norden (Fernsehserie; Folge: Donners Dienstreise)
- 2014: Küstenwache (Fernsehserie; Folge: Ehlers große Entscheidung)
- 2015: Die Insassen (Fernsehfilm)
- 2018: Großstadtrevier (Fernsehserie, Folge: Pauls Abschied)
- seit 2018: Die Pfefferkörner (Fernsehserie)
- 2019: Familie Dr. Kleist (Fernsehserie; Folge: Für diesen Augenblick)
- seit 2019: Praxis mit Meerblick (Fernsehserie)
  - 2019: Unter Campern, Folge 4
  - 2019: Der einsame Schwimmer, Folge 5
  - 2019: Auf zu neuen Ufern, Folge 6
  - 2020: Alte Freunde, Folge 7
  - 2020: Sehnsucht, Folge 8
  - 2020: Familienbande, Folge 9
  - 2021: Herzklopfen, Folge 10
  - 2021: Vatertag auf Rügen, Folge 11
  - 2021: Hart am Wind, Folge 12
  - 2022: Mutter und Sohn, Folge 13
  - 2022: Was wirklich zählt, Folge 14
  - 2022: Schwesterherz, Folge 15
  - 2023: Rügener Sturköpfe, Folge 16
  - 2023: Dornröschen, Folge 17
  - 2023: Schwindel, Folge 18
  - 2024: Kleine Wunder, Folge 19
  - 2024: Die Kämpferin, Folge 20
  - 2024: Schiffbruch, Folge 21
  - 2024: Geheimnisse, Folge 22
  - 2025: Volle Kraft voraus, Folge 23
  - 2025: Verlobung mit Hindernissen, Folge 24
  - 2025: Neun Leben, Folge 25
  - 2025: Romeo & Julia, Folge 26
- 2021: SOKO Wismar (Fernsehserie; Folge: Lütte Deern)
- 2023: 2 unter Millionen (Fernsehfilm)
- 2023: Hotel Mondial (Fernsehserie)
- 2023: Mordsschwestern – Verbrechen ist Familiensache: (Fernsehserie; Folge: Die Perle)